# بيوجين (باد كاليه)
بيوجين، باد كاليه (بالفرنسية: Beugin)‏ هي بلدية تقع في إقليم باد كاليه من منطقة نور با دو كاليه في شمال فرنسا. تبلغ مساحة هذه المدينة 5.06 (كم²)، وترتفع عن سطح البحر 72 م، يبلغ عدد سكانها 448 نسمة حسب إحصاء المعهد الوطني للإحصاء والدراسات الاقتصادية سنة 2009 م. وترأس Irène Lignier البلدية خلال فترة (2008-2014).